# 성두섭
성태준(1983년 6월 15일 ~ )는 대한민국의 배우이다.

## 학력
- 서울예술대학교 연극과

## 출연작

### 영화
- 《페이스메이커》 (2012년) - 외교부 직원 2 역

### 드라마
- 《러블리 호러블리》 (2018년, KBS2) - 서민준 역
- 《해피시스터즈》 (2017년, SBS) - 차도훈 역
- 《신의 퀴즈 4》 (2014년, OCN)

### 뮤지컬
- 《여신님이 보고 계셔》
- 《프라이드》
- 《오 캐롤》
- 《풍월주》
- 《머더 발라드》
- 《베어 더 뮤지컬》
- 《번지점프를 하다》
- 《젊은 베르테르의 슬픔》
- 《형제는 용감했다》
- 《빨래》
- 《늑대의 유혹》
- 《싱글즈》
- 《내 마음의 풍금》
- 《점점》
- 《김종욱 찾기》
- 《햄릿》
- 《오! 당신이 잠든 사이》
- 《그리스》
- 《찰리브라운》
- 《크리스마스 캐롤》
- 《아가씨와 건달들》

### 연극
- 《나무 위의 군대》
- 《유럽 블로그》
- 《극적인 하룻밤》
- 《밀당의 탄생》

### 뮤직비디오
- 정동하 - 오 사랑

### 광고
- 애니콜

## 참고사항
2021년 10월 7일 성두섭에서 성태준으로 개명하였다